# Lista de bolsas de valores
Esta é uma lista das maiores bolsas de valores ativas. Essas bolsas de valores também oferecem a negociação de títulos futuros, além de negociação de contratos futuros.
| Ranking | Economia                        | Bolsa de valores               | Localização                                                | Capitalização de mercado (em bilhões USD) | Valor de Mercado (em bilhões de USD) |
| ------- | ------------------------------- | ------------------------------ | ---------------------------------------------------------- | ----------------------------------------- | ------------------------------------ |
| 1       | Estados Unidos · União Europeia | NYSE Euronext                  | Nova Iorque, Amesterdão, Bruxelas, Lisboa, Paris e Londres | 14 242                                    | 20 161                               |
| 2       | Estados Unidos · União Europeia | NASDAQ OMX Group               | Nova Iorque, Estocolmo, Copenhague, Helsinque              | 4 687                                     | 13 552                               |
| 3       | Japão                           | Bolsa de Valores de Tóquio     | Tóquio                                                     | 3 325                                     | 3 972                                |
| 4       | Reino Unido                     | LSE Group                      | Londres                                                    | 3 266                                     | 2 837                                |
| 5       | China                           | Bolsa de Valores de Xangai     | Xangai                                                     | 2 357                                     | 3 658                                |
| 6       | Hong Kong                       | Bolsa de Valores de Hong Kong  | Hong Kong                                                  | 2 258                                     | 1 447                                |
| 7       | Canadá                          | Bolsa de Valores de Toronto    | Toronto                                                    | 1 912                                     | 1 542                                |
| 8       | Brasil                          | B3                             | São Paulo                                                  | 1 229                                     | 931                                  |
| 9       | Austrália                       | Australian Securities Exchange | Sydney                                                     | 1 198                                     | 1 197                                |
| 10      | Alemanha                        | Deutsche Börse                 | Frankfurt am Main                                          | 1 185                                     | 1 758                                |
| 11      | Suíça                           | SIX Swiss Exchange             | Zurique                                                    | 1 090                                     | 887                                  |
| 12      | China                           | Bolsa de Valores de Shenzhen   | Shenzhen                                                   | 1 055                                     | 2 838                                |
| 13      | Espanha                         | BME Spanish Exchanges          | Madri                                                      | 1 031                                     | 1 226                                |
| 14      | Índia                           | Bolsa de Valores de Bombaim    | Mumbai                                                     | 1 007                                     | 148                                  |
| 15      | Coreia do Sul                   | Korea Exchange                 | Seul                                                       | 996                                       | 2 029                                |
| 16      | Índia                           | Bolsa de Valores da Índia      | Mumbai                                                     | 985                                       | 589                                  |
| 17      | Rússia                          | MICEX-RTS                      | Moscovo                                                    | 800                                       | 514                                  |
| 18      | África do Sul                   | JSE Limited                    | Johannesburgo                                              | 789                                       | 372                                  |